# Parathyris semivitrea
Parathyris semivitrea är en fjärilsart som beskrevs av Joicey-talbot 1916. Parathyris semivitrea ingår i släktet Parathyris och familjen björnspinnare. Inga underarter finns listade i Catalogue of Life.